# Robert Coeuillet
Ingénieur civil des mines (Paris 1937), Robert Coeuillet fut, dès la nationalisation, au cœur de la modernisation  des charbonnages après la Seconde Guerre mondiale.
Il avait débuté comme ingénieur du fond en Provence. C'est dans son poste de directeur des services techniques des Charbonnages de France à Paris, qu'il exerça le plus d'influence pour la modernisation des méthodes de production dans tous les bassins. Il fut ensuite directeur de l'exploitation aux houillères du bassin du Nord et du Pas-de-Calais (HBNPC) à Douai, puis il devint directeur général des houillères du bassin de Lorraine (HBL), fonction qu'il exerça de 1975 jusqu'à son départ à la retraite en 1981.